# Siegessäule (tidskrift)
Siegessäule är en tysk tidskrift som utkommer en gång i månaden och som riktar sig till det tyskspråkiga HBTQ-samhället i främst Berlins storstadsområde som har ca 6 miljoner invånare. Tidningen startade år 1984 och är ett av Tysklands största gaymagasin. Tidningen är uppkallad efter minnesmonumentet Siegessäule i parken Tiergarten. I Berlin finns även gaytidningen Blu som utkommer i ca 120 000 ex.